# Frédéric-Jérôme de la Rochefoucauld de Roye

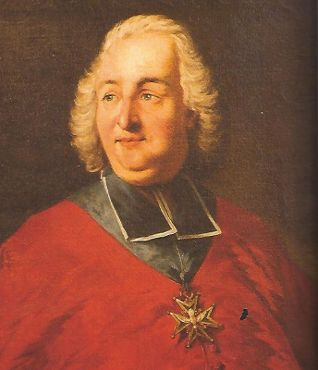
Frédéric-Jérôme Kardinal de la Rochefoucauld

Wappen des Kardinals

Frédéric-Jérôme de la Rochefoucauld de Roye (* 16. Juli 1701 in Versailles; † 29. April 1757 in Paris) war ein Kardinal der Römischen Kirche.

## Leben
Nachdem er in Paris ein Studium der Theologie mit einem Magister abgeschlossen hatte, wurde er 1717 Abt von St-Romain de Blaye, 1722 Abt von Beauport und Prior von Lanville sowie von Bonne-Nouvelle. Später bekleidete er zudem das Amt eines Generalvikars von Rouen.
Papst Benedikt XIII. ernannte ihn am 6. Juli 1729 zum Erzbischof von Bourges. Am 7. August 1729 empfing er die Bischofsweihe durch Louis de la Vergne de Tressan, Erzbischof von Rouen, Mitkonsekratoren waren Étiene-Joseph de La Fare, Bischof von Laon, und Étienne-René Potiers des Gesvres, Bischof von Beauvais. Seit April 1732 Prior von La Charité sur Loire, wurde er am 29. September 1738 Koadjutor des Abtes von Cluny.
Nachdem er 1741 eine Neuausgabe des Breviers herausgegeben hatte, wurde er am 2. Februar 1742 Kommandeur des Ordens vom Heiligen Geist und von 1742 bis 1745 Großalmosenier des Königreichs Frankreich. Von 1745 bis 1747 Botschafter Frankreichs beim Apostolischen Stuhl, wurde er im April 1747 Abt von Cluny. In den Jahren 1742, 1750, 1753 und 1756 war er auch Präsident der Klerusversammlung.
Papst Benedikt XIV. kreierte ihn am 10. April 1747 zum Kardinalpriester und verlieh ihm am 15. Mai 1747 die Titelkirche Sant’Agnese fuori le mura.